# Jonathan Speelman
Jonathan Simon "Jon" Speelman (nascut el 2 d'octubre de 1956), és un matemàtic i jugador i escriptor d'escacs anglès, que té el títol de Gran Mestre des del 1980.
A la llista d'Elo de la FIDE del maig de 2022, hi tenia un Elo de 2503 punts, cosa que en feia el jugador número 8 (en actiu) d'Anglaterra. El seu màxim Elo va ser de 2655 punts, a la llista de gener de 1989 (posició 4 al rànquing mundial).

## Biografia
Speelman es formà a Oxford, on hi estudià matemàtiques, i s'hi doctorà.

## Resultats destacats en competició
Tres cops guanyador del campionat britànic els anys 1978, 1985 i 1986, Speelman va ser regularment membre de l'equip nacional anglès a les olimpíades d'escacs durant els anys 1980 i 1990.
Es va classificar per dos torneigs de candidats:
- Al cicle 1989–1990, Speelman s'hi va classificar tot sent tercer a l'Interzonal de 1987 a Subotica, Iugoslàvia. Després de superar Yasser Seirawan a la primera ronda, per 4–1, i Nigel Short a la segona, per 3½–1½, va perdre contra Jan Timman a les semifinals per 4½–3½.[1]
- Al següent cicle, 1990–93, va perdre per 5½–4½ a la primera ronda contra Short, que finalment seria el finalista i aspirant a la corona de Garri Kaspàrov.

El 1989 va batre Kaspàrov en un torneig televisat de partides ràpides, i guanyà el torneig.
El març de 2019, fou membre de l'equip anglès que va quedar segon al Campionat del món per equips a Astanà.

### Estil de joc
Destaca pel seu estil imaginatiu, sovint triant vies no evidents per fer tirar endavant les partides. Això ha fet que en anglès sigui conegut per la premsa especialitzada amb el malnom d'«Spess», abreviació d'«specimen».

### Escriptor d'escacs
Ha escrit diversos llibres d'escacs, inclosos alguns sobre finals, entre els quals els coneguts Analysing the Endgame (1981), Endgame Preparation (1981) i Batsford Chess Endings (amb altres autors, 1993).
D'entre els seus altres llibres destaquen Best Games 1970–1980 (1982), una anàlisi de gairebé cinquanta partides dels millors jugadors de la dècada 1970-1982, i l'obra molt aclamada Jon Speelman's Best Games (1997).

### Obres
(Llista parcial)
- Speelman, Jonathan (1981). Analysing the Endgame. Batsford (Londres, England). 142 pages. ISBN 978-0-7134-1909-2.
- Speelman, Jonathan (1981). Endgame Preparation. B.T. Batsford (Londres, England). 177 pages. ISBN 978-0-7134-4000-3.
- Speelman, Jon (1982). Best Chess Games, 1970-80. Allen & Unwin (Londres, England; Boston, Massachusetts). 328 pages. ISBN 978-0-04-794015-6.
- Speelman, Jonathan; Tisdall, Jon; Wade, Bob. (1993). Batsford Chess Endings. B.T. Batsford (Londres, England). 448 pages. ISBN 978-0-7134-4420-9.
- Speelman, Jon (1997). Jon Speelman's Best Games. B.T. Batsford (Londres, England). 240 pages. ISBN 978-0-7134-6477-1.